# Euglypta dumasi
Euglypta dumasi är en skalbaggsart som beskrevs av Arnaud 1992. Euglypta dumasi ingår i släktet Euglypta och familjen Cetoniidae. Inga underarter finns listade i Catalogue of Life.